# Stazione di Valdaora-Anterselva
La stazione di Valdaora-Anterselva (in tedesco Bahnhof Olang-Antholz) è una stazione ferroviaria posta sulla linea Fortezza-San Candido. Serve il centro abitato di Valdaora e la Valle di Anterselva.

## Movimento
Nella stazione fermano i treni regionali operati da Trenitalia e SAD sulla relazione internazionale Bolzano-Fortezza-San Candido-Lienz.

## Servizi
La stazione dispone di:
- Biglietteria automatica
- Sala d'attesa
- Servizi igienici

## Interscambi
Adiacente alla stazione è presente una fermata delle autolinee urbane e interurbane.
- Stazione taxi
- Fermata autobus